# Pou de les Figueretes
El Pou de les Figueretes és una obra de la Ràpita (Montsià) protegida com a Bé Cultural d'Interès Local.

## Descripció
Pou de secció circular, fet de pedra de marbre blanc. Consta d'un sòcol d'uns 40 cm d'alt, sobre el qual hi ha tres plaques acabades amb passamans, que configuren el cos cilíndric.
En ser traslladat ha canviat de funció, afegint-li una pinya al centre per tal de convertir-lo en font.

## Història
Segons uns plànols del segle xviii ja és documentada l'existència d'aquest element: el primer pla és datat el juliol de 1743 i l'altre del desembre de 1779.
Actualment es troba sobre les restes del castell, darrera el mercat, però el seu lloc originari era al mig del carrer del pou de les Figueretes, al qual donà nom.
El cita Beguer: "Existiendo en la parte contigua al viejo monasterio sanjuanista un pozo", a propòsit de l'expulsió dels moriscos que es realitzà al port dels Alfacs el 1610.